# Welcome to the Canteen
Welcome to the Canteen è il quinto album del gruppo rock britannico dei Traffic.

## Il disco
Registrato dal vivo al Fairfield Halls di Croydon e all'Oz Benefit Concert di Londra, nel luglio del 1971, viene pubblicato nel settembre dello stesso anno. La sua registrazione avvenne durante la breve terza collaborazione di Dave Mason con la band.
Nel 1970 i Traffic effettuarono una tournée per sostenere il loro album John Barleycorn Must Die, con la formazione a quattro che comprendeva Steve Winwood, Chris Wood, Jim Capaldi e Ric Grech. A novembre il gruppo eseguì una serie di concerti al Fillmore East, e le registrazioni di questi concerti vennero poi a formare il live che comprendeva Who Knows What Tomorrow May Bring, Glad, Pearly Queen, 40,000 Headmen, Dear Mr. Fantasy e Can't Find My Way Home. L'uscita dell'album era prevista per l'inizio del 1971, ma per ragioni ignote venne rimandata.
Durante la loro successiva tournée, i Traffic allargarono il loro organico con i musicisti Dave Mason, Jim Gordon e Reebop Kwaku Baah. Mason lasciò il gruppo dopo solo sei concerti, due dei quali - al Fairfield Hall, Croyden e a Londra per Oz - vennero registrati e missati per diventare Welcome to the Canteen.
I brani che lo compongono comprendono:
- una canzone tratta da ognuno dei rispettivi tre album dei Traffic;
- due canzoni tratte dal primo album solista di Mason, Alone Together;
- e Gimme Some Lovin' del precedente gruppo in cui militava Steve Winwood, lo Spencer Davis Group. (l'organo di Winwood e la chitarra ritmica di Mason sono in buona parte in asincrono in questa canzone).

Nel Regno Unito l'album fu un flop clamoroso, il primo di una serie di album del gruppo che non riesce ad apparire nelle classifiche. Negli Stati Uniti, tuttavia, ebbe un discreto successo, pervenendo al 26º posto, con il singolo Gimmie Some Lovin' (live) al 68º nel Billboard Hot 100.
Sebbene considerato un album dei Traffic, inizialmente uscì senza la presenza del nome del gruppo, ma come opera della collaborazione di sette singoli musicisti. Ciò nonostante il logo dei Traffic figura immancabilmente sulla copertina (sul retro, in questo caso) come in tutti i loro album. 

## Accoglienza
| Recensione | Giudizio |
| ---------- | -------- |
| AllMusic   | [ 4 ]    |

Rolling Stone dichiara che la maggior parte delle canzoni dell'album sono "quasi dei duplicati" di quelle prodotte in studio, aggiungendo però che la grande performance dei musicisti in massima parte vi aggiunge energia. Vengono elogiati gli ultimi due brani, Dear Mr. Fantasy ("Undici minuti turbinanti, trascinanti, costruttivi, meravigliosi di Fantasy con Winwood triste/struggente/lugubre come non mai") e Gimmie Some Lovin'  ("Dall'impareggiabile singolo di tre minuti a nove minuti di un evento eterno"). La recensione retrospettiva di AllMusic è ancora più entusiasta, scrivendo che l'album "prova come possa essere buono l'obbligo contrattuale... l'esecuzione è esemplare e i brani scelti sono un'eccellente miscela di vecchie canzoni dei Traffic con quelle recenti prescelte di Mason".

## Tracce
1. Medicated Goo (Jimmy Miller, Steve Winwood) – 3:34
2. Sad and Deep as You (Dave Mason) – 3:48
3. Forty Thousand Headmen (Jim Capaldi, Winwood) – 6:21
4. Shouldn't Have Took More Than You Gave (Mason) – 5:39
5. Dear Mr. Fantasy (Capaldi, Winwood, Chris Wood) – 10:57
6. Gimme Some Lovin' (Spencer Davis, Winwood, Muff Winwood) – 9:02

## Formazione
- Steve Winwood – voce solista (tranne in Sad and Deep as You e Shouldn't Have Took More Than You Gave), organo, piano elettrico, chitarra elettrica in Dear Mr.Fantasy, chitarra acustica in 40,000 Headmen
- Jim Capaldi – tamburello, percussioni, seconda voce in Medicated Goo
- Chris Wood – sax, flauto, piano elettrico, organo
- Dave Mason- voce solista in Sad and Deep as You e Shouldn't Have Took More Than You Gave, chitarra solista, chitarra acustica in Sad and Deep as You
- Ric Grech – basso elettrico
- Rebop Kwaku Baah – congas, timbales, bongos
- Jim Gordon – batteria